# 長澤風海
長澤 風海（ながさわ かざみ、1987年9月30日 - ）は、日本のバレエダンサー、振付師。

## 略歴・人物
- 血液型はAB型。静岡県出身。
- 父の影響で、幼少時に中国拳法等の格闘技を始める。
- 杭州で行われた春蘭杯武術大会で優勝したのを最後に格闘技を辞め、クラシックバレエを始める。伊藤美智子、金繁妙子に師事。
- 2005年、大阪芸術大学に入学。
- カナダにバレエ留学。オペラカンパニーにダンサーとして参加し、帰国後はバレエを中心にさまざまな舞台に出演。
- 2014年1月、自らのカンパニー立ち上げ公演であるENTERTAINMENT DANCE ART SHOW『BLUE WHITE』を上演。
- 2015年から数年間、ヘブンアーティスト「anemoi」として活動。
- 2024年、弟・長澤仙明とWind Light Projectを始動し、プロデュース公演を行う。
- 世田谷区等々力にてダンススタジオ「STUDIO DANCIA」主宰。

## 主な出演

### 舞台・ミュージカル
- Neo Ballet×ニジンスキー プリンシパルガラ
- Dance Symphony 2010 『Love』（2010年）
- Planet bite-sized（2010年）
- 全国合同バレエの夕べ
- 木蘭 ムーラン（上海万博／日中友好舞踊歌劇）
- GQ -紳士の品格- Chocolat ヘンゼルとグレーテルより（2011年）
- ザッツ スーパー コラボレーション！！ ～華麗なるアーティストたちの饗宴～（2011年）
- Super“D-☆”Cruising Show DIAMOND☆DOGS 2011『～DOKIDOKI SAMBA NIGHT～』（2011年）
- BOYZ BALLET FANTASY 2011～Loving SWAN LAKE（2011年）
- ニジンスキー～神に愛された孤高の天才バレエダンサー～（2012年）
- Super“D-☆”Cruising Show DIAMOND☆DOGS memorial 10『TEN STEPS』（2012年）
- コードギアス 魔人に捧げるプレリュード（2012年）
- Dancing Freedom（2012年）
- Dance Symphony 2013 『Beautiful』（2013年）
- ど～ん！とDancing（2013年）
- Super“D-☆”Cruising Show 2013 Special DIAMOND☆DOGS DANCE OPERA『マスカレード 2013』（2013年）
- SHOW CASE“ODYSSEY”（2013年）
- Super“D-☆”Cruising Show DIAMOND☆DOGS special『VENETIAN RED』（2013年）
- ミュージカル『コードギアス 反逆のルルーシュ』A-LIVE FANTASTIC DREAM SHOW（2013年）
- 上田遥30周年記念特別公演『ROKUJO』『BEAT GENERATION小品集』（2013年）
- Entertainment Dance Performance Show『BOLERO』（2013年）
- CLASSICAL NEO FANTAZY SHOW『THE SHINSENGUMI』Sword Dance ～剣、烈風の如く、真空に舞う～ 作演出：荻田浩一（2013年12月4日-10日、東京・銀河劇場/ 2013年12月20日-21日、大阪・サンケイブリーゼ）
- ENTERTAINMENT DANCE ART SHOW『BLUE WHITE』（2014年）
- 煌 project vol.1『Miracle Wave』（2014年）
- ニジンスキー～神に愛された孤高の天才バレエダンサー～（2014年）
- Super“D-☆”Cruising Show 2014 DIAMOND☆DOGS『DANCE MAGIC』（2014年）
- Asian entertainment musical『ミリオンダラー・ヒストリー』（2014年） - ハオラン 役
- Dramatic・super・dance・theater『サロメ』（2014年）
- SHOW ACT『ファウスト・オデッセイア』（2014年）
- Rock Ballet『義経』（2015年）
- Super“D-☆”Cruising Show 2015 Special DIAMOND☆DOGS DANCE OPERA『マスカレード FINAL』（2015年）
- CLASSICAL NEO FANTAZY SHOW『THE SHINSENGUMI 2015』（2015年）
- Dance Symphony ～最終楽章～『THE DANCERS』（2015年）
- DIAMOND☆DOGS『Again…Shangri-La』（2015年）
- 東京シティ・バレエ団『ダブル・ビル』「L' Heure Bleue」（2016年）
- 東京シティ・バレエ団『シティ・バレエ・サロンVol.4』 -TOKYO CITY BALLET LIVE 2016-（2016年）
- ENTERTAINMENT ORIGINAL MUSICAL SHOW『RHYTHM RHYTHM RHYTHM』（2016年）
- DIAMOND☆DOGS『DANCE MAGIC 2016』（2016年）
- プレミアム・ファンタジー・アクト・シアター『カルメン ドン・ホセの告白！』（2016年）
- Entertainment Dance Performance YK co.『BOLERO 2016 -モザイクの夢-』（2016年）
- MIRACLE FANTASY SHOW ACT『Silver Star, Silver Moon, Silver Snow』（2016年）
- ミュージカル『アルジャーノンに花束を』（2017年3月、天王洲銀河劇場、兵庫県立芸術文化センター阪急中ホール） - アルジャーノン 役[1]
- DIAMOND☆DOGS DANCE OPERA『SWAN 2017』（2017年）
- Dramatic・super・dance・theater『サロメ』（2017年）
- ミュージカル『メリー・ポピンズ』（2018年3月18日 - 5月7日、東急シアターオーブ / 5月19日 - 6月5日、梅田芸術劇場メインホール） - ネ―レウス 役
- ミュージカル『ドリアン・グレイの肖像』（2018年9月21日 - 30日、博品館劇場 / 10月10日 - 11日、シアター・ドラマシティ）- 肖像 役
- アクトカンタービレ scene2『golden lemonade』～森新吾へのオマージュ～（2019年5月9日 - 13日、博品館劇場）- クール 役
- DIAMOND☆DOGS ENTERTAINMENT SUPER DANCE THEATER『ODYSSEY』（2019年9月18日 - 23日、博品館劇場）
- Dramatic Super Dance Theater『モーツァルト‥‥ -オレは誰だ!!-』（2020年）
- ミュージカル『アルジャーノンに花束を』（2020年） - アルジャーノン 役
- This is 大奥（2021年4月22日 - 25日、ヒューリックホール東京） - ホカゲ 役
- ミュージカル『王家の紋章』（2021年8月5日 - 28日、帝国劇場 / 9月4日 - 26日、博多座）
- DIAMOND☆DOGS ENTERTAINMENT SUPER DANCE THEATER『ODYSSEY 2021』（2021年10月6日 - 13日、博品館劇場）
- KIRARI SHOW ACT☆PARADISE THEATER『夜想曲 ノクターン』（2021年12月5日 - 12日、博品館劇場）
- ミュージカル『メリー・ポピンズ』（2022年） - ネーレウス 役[2]
- ミュージカル『キングアーサー』（2023年）[3]
- ミュージカル『アルジャーノンに花束を』（2023年） - アルジャーノン 役
- Wind Light Project『〜Dance Espressivo〜 re;present』（2024年）
- ENTERTAINMENT DANCE PERFORMANCE『BOLERO -最終章-』（2024年）[4]
- Wind Light Project『at the Core』（2024年）
- 〜Dance Espressivo〜 RE re;present（2025年）[5]

## 受賞歴
- 第13回NAMUEクラシックバレエコンクール一般部門 第1位
- 第20回全日本武術太極拳選手権大会 第1位
- 抗州 春蘭杯武術大会 優勝